# Versunkener Hof
Ein versunkener Hof, auch abgesenkter Hof ist in der Architektur, und dort insbesondere in der Landschaftsarchitektur, ein Hof unter Bodenniveau. Gebäudestrukturen mit versunkenen Höfen unter Bodenniveau werden zumeist so gestaltet, dass das in den Hof eindringende Wasser gesammelt und mittels Entwässerungskanälen in eine Regenwasserkanalisation oder an die Oberfläche gepumpt wird.
Versunkene Höfe waren elementarer Bestandteil der Architektur der Anden-Zivilisationen. Beispielsweise waren versunkene Höfe eines der Hauptelemente der Tiwanaku-Architektur.

## Galerie

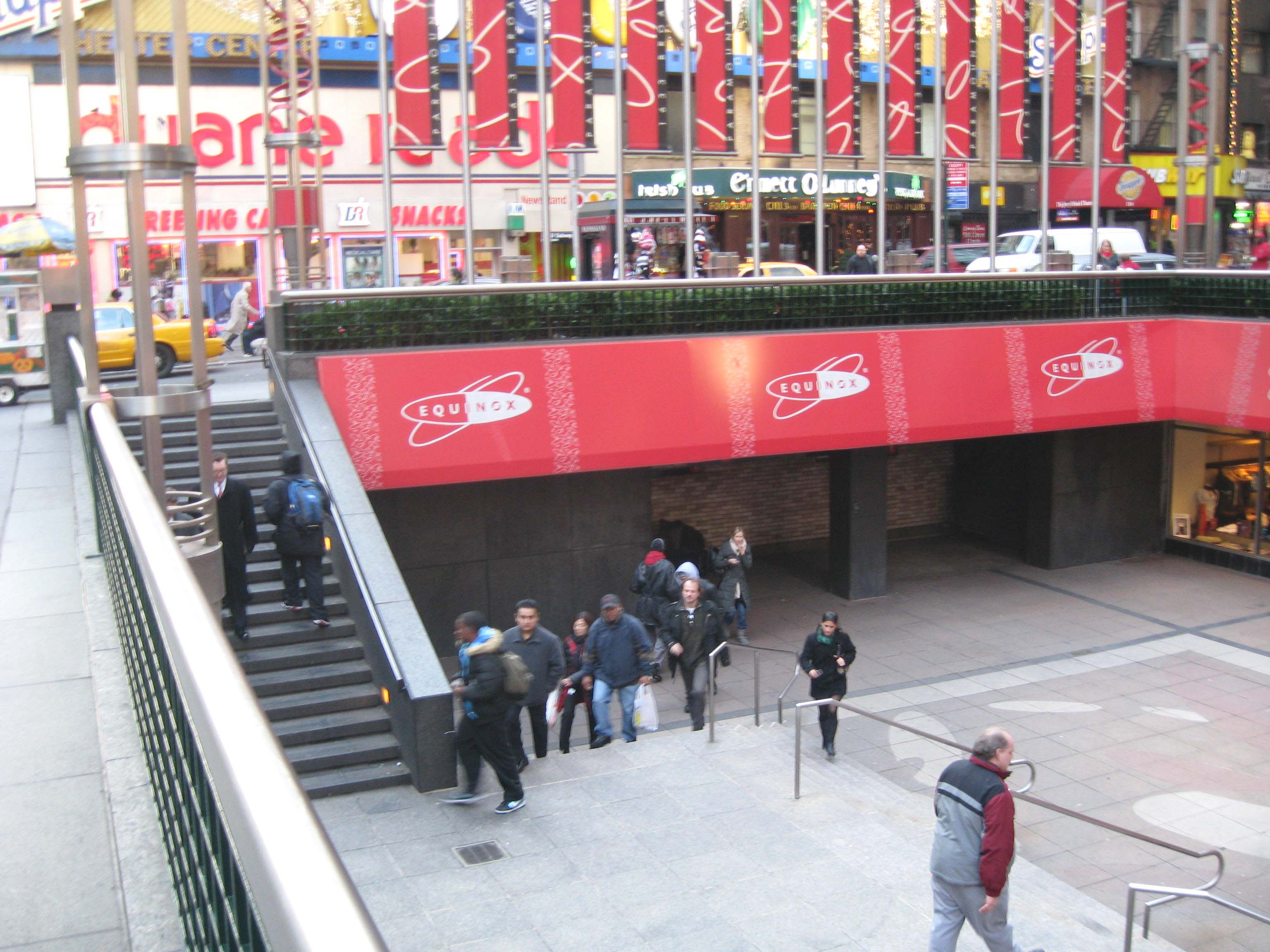
Versunkener Hof von Paramount Plaza, New York City
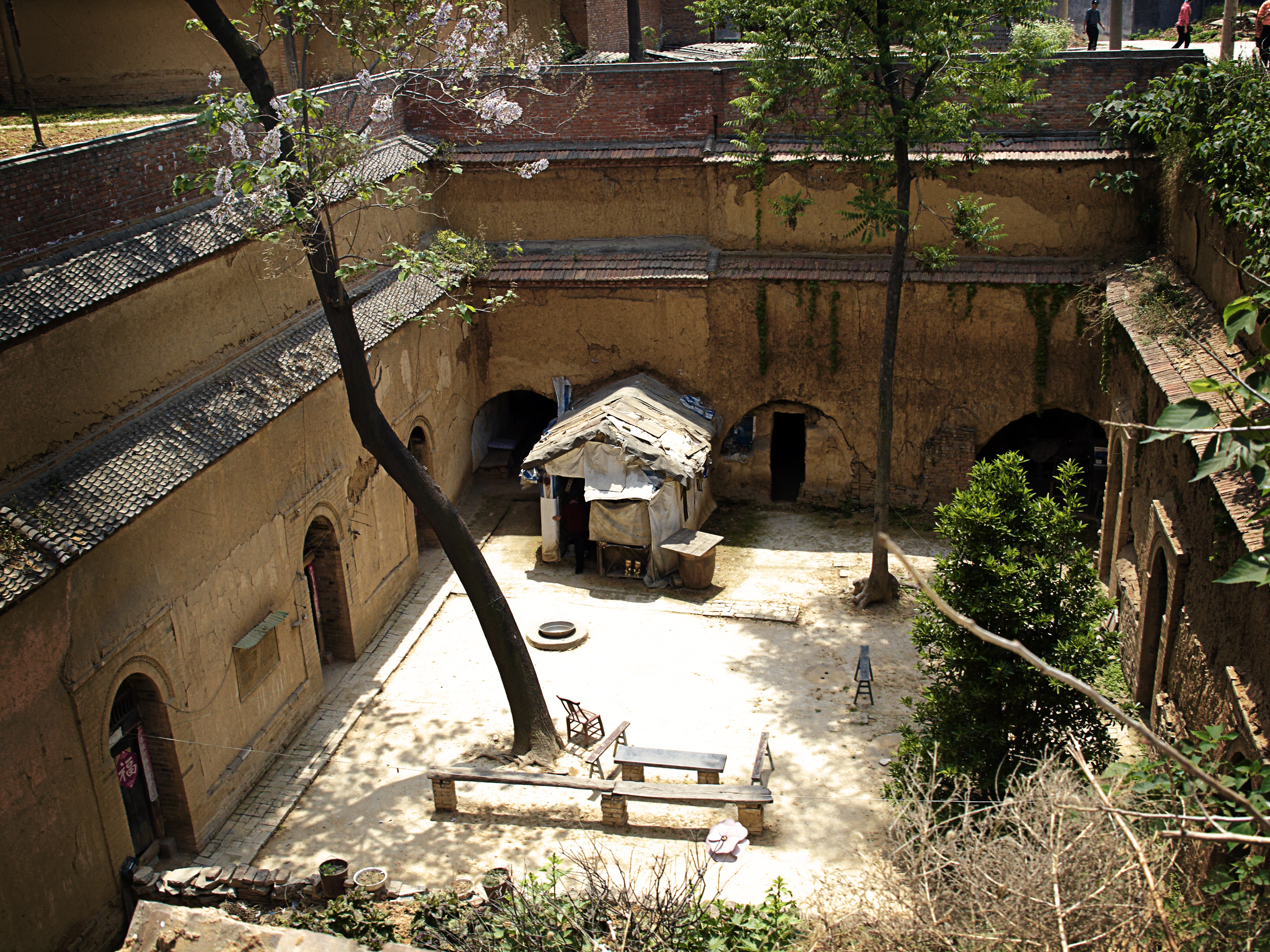
Versunkener Hof in Shaanxi, China
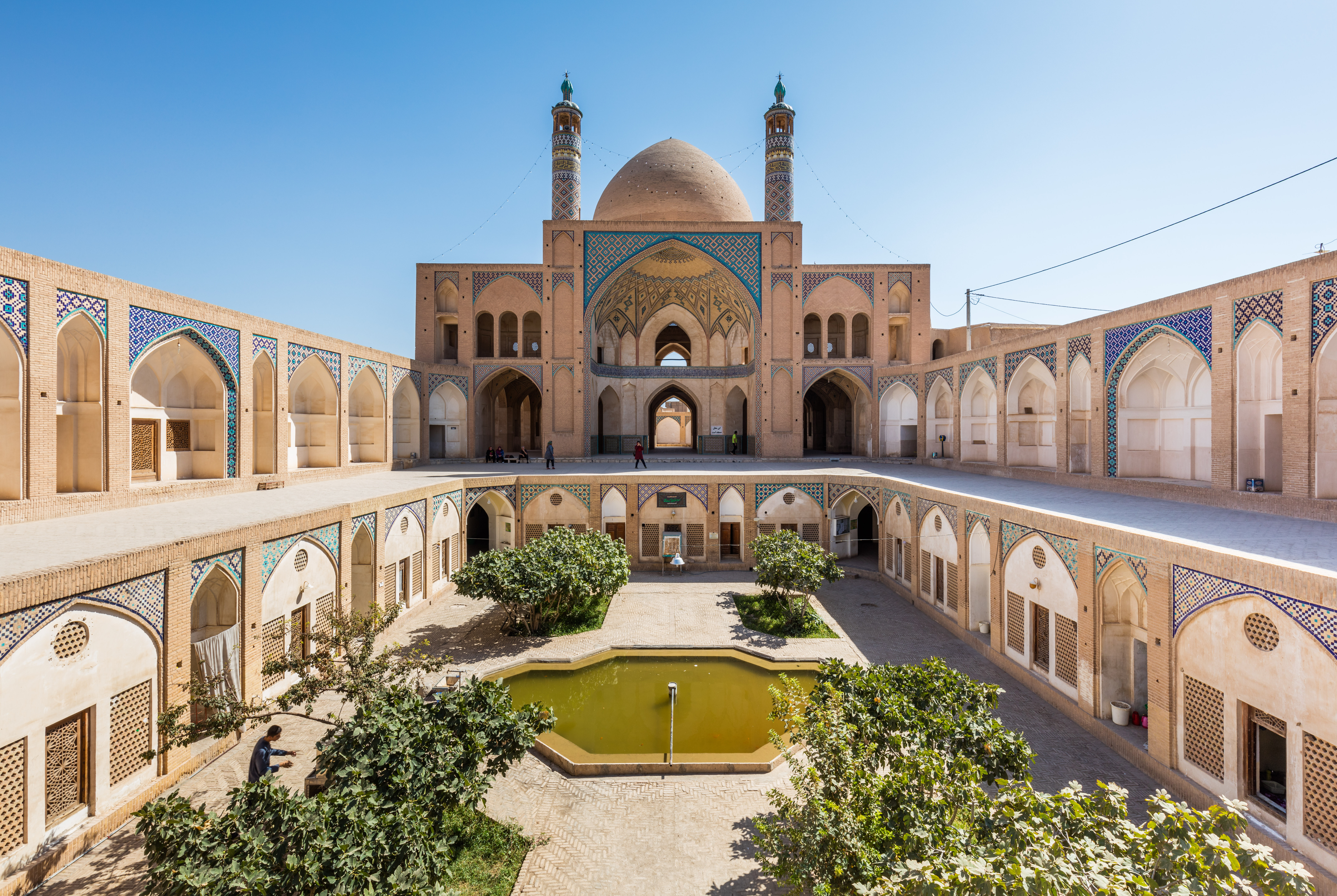
Versunkener Hof der Agha-Bozorg-Moschee in Kashan, Iran
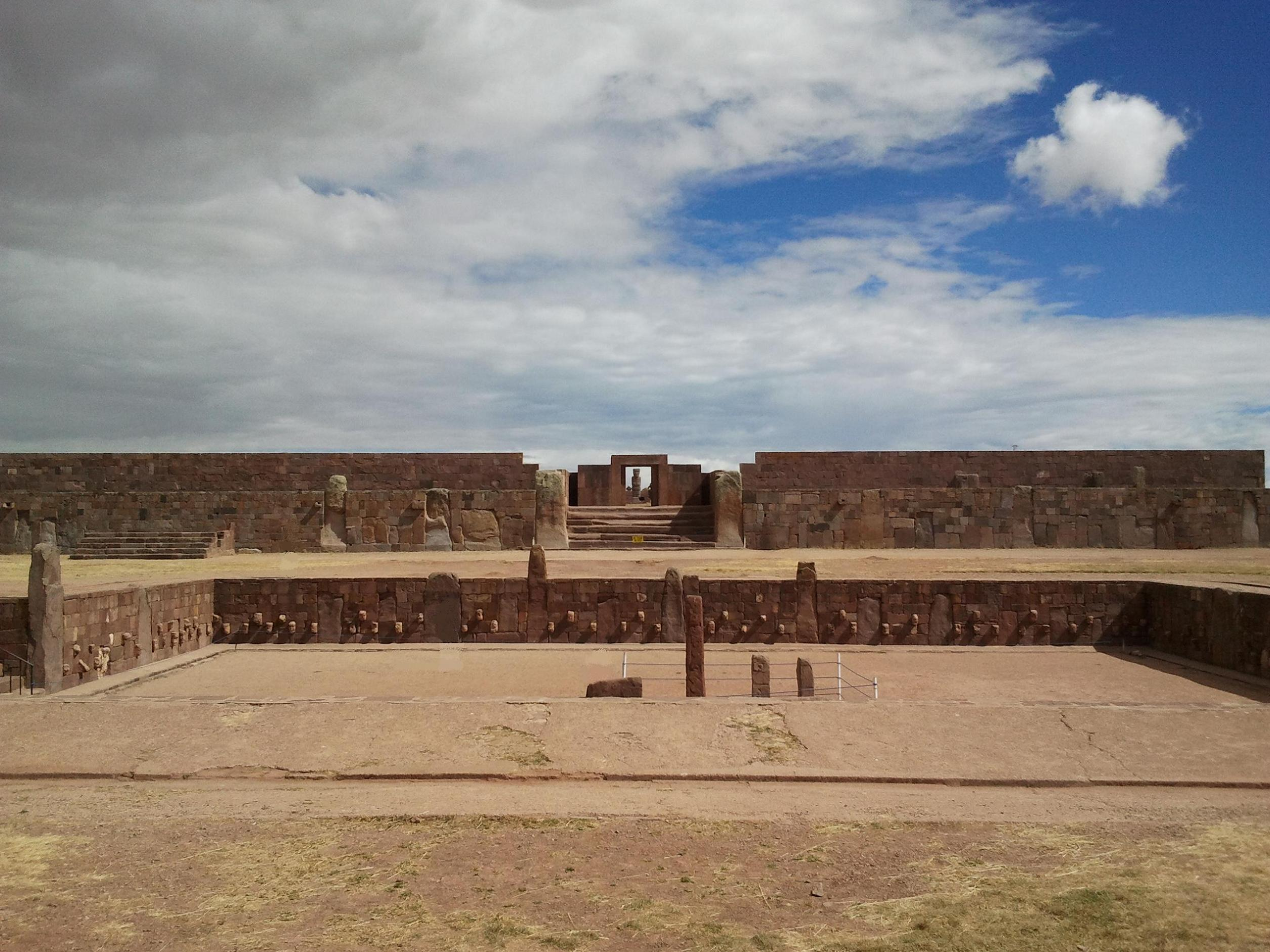
Versunkener Hof des halbunterirdischen Tempels von Tiwanaku, Bolivien